# Zheliu Zhelev
Zheliu Mitev Zhelev (en búlgaro: Желю Митев Желев; Veselinovo, 3 de marzo de 1935-Sofía, 30 de enero de 2015) fue un político búlgaro y ex-disidente que ocupó el cargo de presidente de Bulgaria desde 1990 hasta 1997.
Zhelev nació en la aldea de Veselinovo. Se graduó en filosofía en la Universidad de Sofía "St. Kliment Ohridski" en 1958 y posteriormente obtuvo un doctorado en 1974. Fue miembro del Partido Comunista Búlgaro, pero expulsado por motivos políticos en 1965, fue excluido de Sofía en el año siguiente y tuvo que pasar seis años en el desempleo.